# Halina Olendzka
Halina Bronisława Olendzka (Święta Katarzyna; 31 de Agosto de 1945 — ) é um político da Polónia. Ela foi eleito para a Sejm em 25 de Setembro de 2005 com 5386 votos em 33 no distrito de Kielce, candidato pelas listas do partido Prawo i Sprawiedliwość.